# Kutassy János
Kutassy János (másként: Kutasi, 1545 körül – Nagyszombat, 1601. szeptember 16.) esztergomi érsek.

## Élete
Nemes családból származott; iskoláit Bécsben elvégezvén, 1572. december 2-án Nagyszombatban lett tanár, 44 forint évi fizetéssel; 1577-ben esztergomi kanonok, majd 1581. február 10-én szenttamási nagyprépost lett. 1587. október 3-án az esztergomi érsekségnek lelkiekben adminisztrátora volt; majd pécsi, 1592. szeptember 23-án győri megyés püspök és országos főkancellár; egyszersmind 1596. június 17-étől a kalocsai érsekséget is bírta.  
1597. január 29-én esztergomi érsekké és királyi helytartóvá neveztetett ki. Mivel jövedelmei szerények voltak, állítólag a pannonhalmi főapátság jövedelmeit is kapta. Udvarában nevelkedett Káldi György is, aki Kutassyról mint híres egyházi szónokról emlékezik meg, aki Prágában és egyebütt el nem mulasztotta a prédikálást; ha egyéb hallgatói nem voltak, a maga udvarnépének prédikált. Halála előtt visszaállította az esztergomi szemináriumot. 
Nevét Kutassi-, Kutasy-, Kutassy- és Kuthassy-nak is írják.

## Munkája
- Oratio habita in Comitiis Ratisbonensibus a Reverendiss. Episcopo Tavricen. Die XXVIII. Junii M. D. CXIII. In Urbe veteri (Róma) ... 1594. Négy számozatlan levél, (Egy példánya a British Muzeumban. A czímlapon Tavricen. sajtóhiba, mert az ajánló levélben helyesen áll: Vescovo di Ghiauerino. Ujra lenyomtatva: Reusner, Nicolaus, Orat. Select. Lipsiae, 1895. I. 224. 1. Németül: Reusner Jeremias, Auserlesene Ermahnungen. Frankfurt, 1597. I. 216. 1. és Auserlesene Ernahnungen. Nürnberg, 1664. 125. 1.)

Kézirata a bécsi udvari könyvtárban: Diversa formularia in actis publicis Hungariae a. 1590 ... sub locumtenente regio Joanne Kutassy.